# 伊藤·福克斯
伊藤·福克斯（希伯來語：איתן פוקס；1964年8月21日—），是一名以色列的電影導演。

## 簡介
伊藤·福克斯誕生於美國紐約市，在兩歲時隨家人移居以色列。他的父親是保守的猶太拉比，並在耶路撒冷希伯來大學任教。伊藤的母親曾擔任耶路撒冷市議會的議長，並參與耶路撒冷的都市規劃；並有兩位兄弟，分別名爲大維（David）和丹尼（Danny）。
福克斯在耶路撒冷這座城市成長，並在以色列國防軍服役。而後在特拉維夫大學主修電視與電影製作。他是一名已經出櫃的同性戀者，並在許多影視作品內融入性傾向議題、以巴衝突與人際間的關係。
福克斯與他的男友 Gal Uchovsky 已交往逾24載，並與福克斯合作無間，協助創作福克斯影視作品的腳本等等。Gal Uchovsky 是一名記者。

## 獲獎記錄
2006年，伊藤福克斯成爲華盛頓猶太電影節首位十年獎得主，該獎是爲獎勵過去十年以來對於猶太電影有重大貢獻者。.

## 作品
- After (1990)
- 號角之歌 (Siren's Song, 1994)
- Florentin (1997, TV series)
- 男人得有心呀 (1997)
- 我的军中情人 (2002)  描述兩位年輕的以色列猶太男子在服役期間的曖昧情愫。
- 男人的心中只有男人 (2004)
- 泡泡公寓4人行 (2006)
- 媽媽咪呀瑪麗露 (2009, 電視劇)
- 我的军中情人2 (2012) 爲2002年作品我的軍中情人續集。
- 唱你媽的歌！ (2013)

## 外部連結
- Eytan Fox在互联网电影资料库（IMDb）上的資料（英文）
- "Between Sex And Country: The Films of Eytan Fox" Archive.today的存檔，存档日期2013-04-15
- "Eytan Fox Brings Israeli Films to America"
- Fantastic Mr. Fox （页面存档备份，存于）